# Wenzel Render
Wenzel Render (≈ 31. August 1669 in Olmütz; † 3. April 1733 ebenda) war ein kaiserlich privilegierter Architekt und Olmützer Steinmetzmeister des Barock.

## Leben

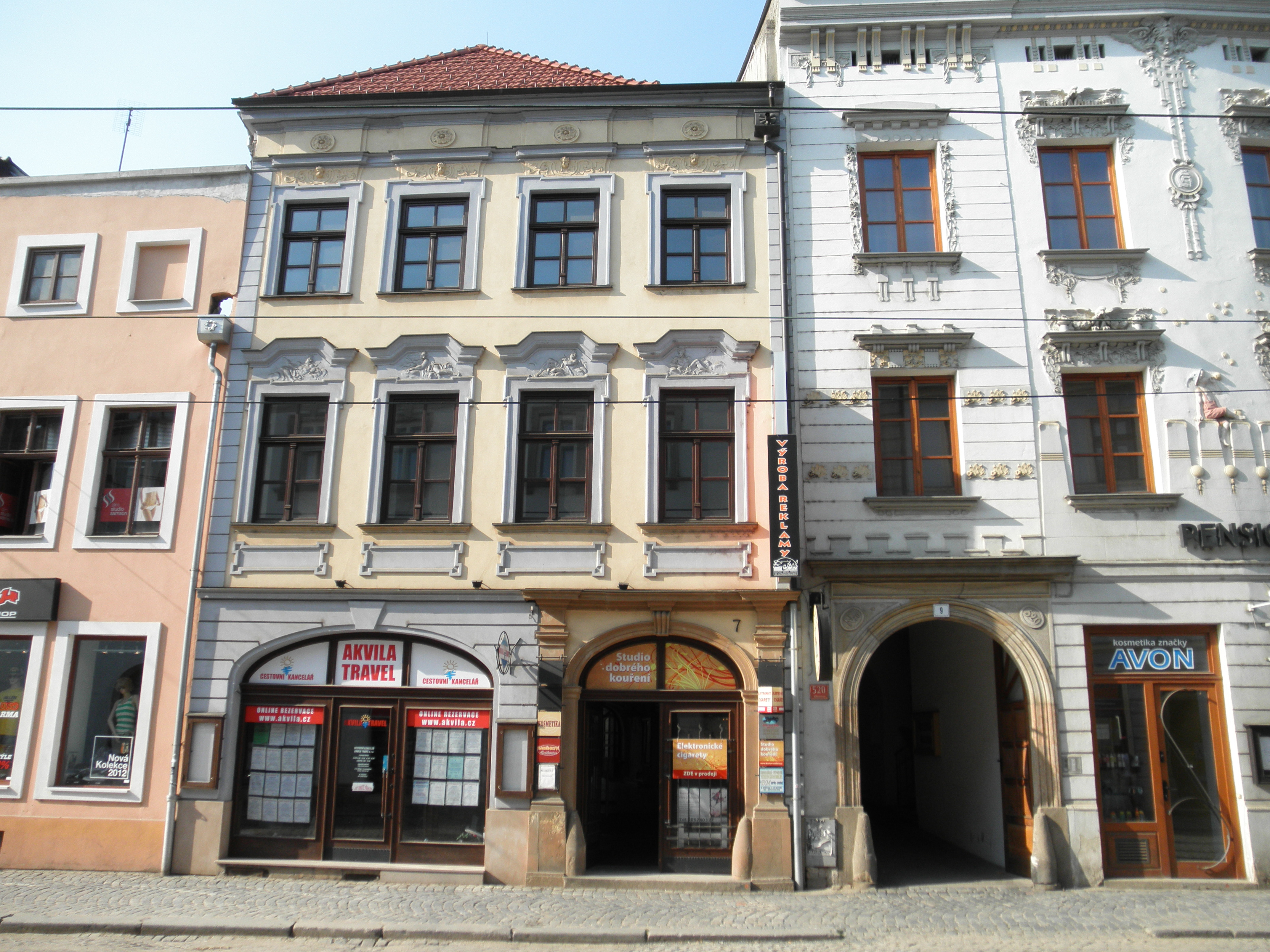
Wohnhaus von Wenzel Render

Wenzel Render war der Sohn des Maurergesellen Felix Render. Im Jahr 1705 erhielt er das kaiserliche Privileg, wodurch er frei außerhalb der Zunftordnung tätig sein konnte. Render hat nie geheiratet und hatte keine Kinder. Seinen Nachlass vermachte er zur Fertigstellung seines unvollendeten Hauptwerkes, der Dreifaltigkeitssäule in Olmütz. Renders Haus und Werkstatt lag in der Böhmengasse 7, der heutigen ul. 8. května. Render wurde in der Kirche St. Mauritz beigesetzt.

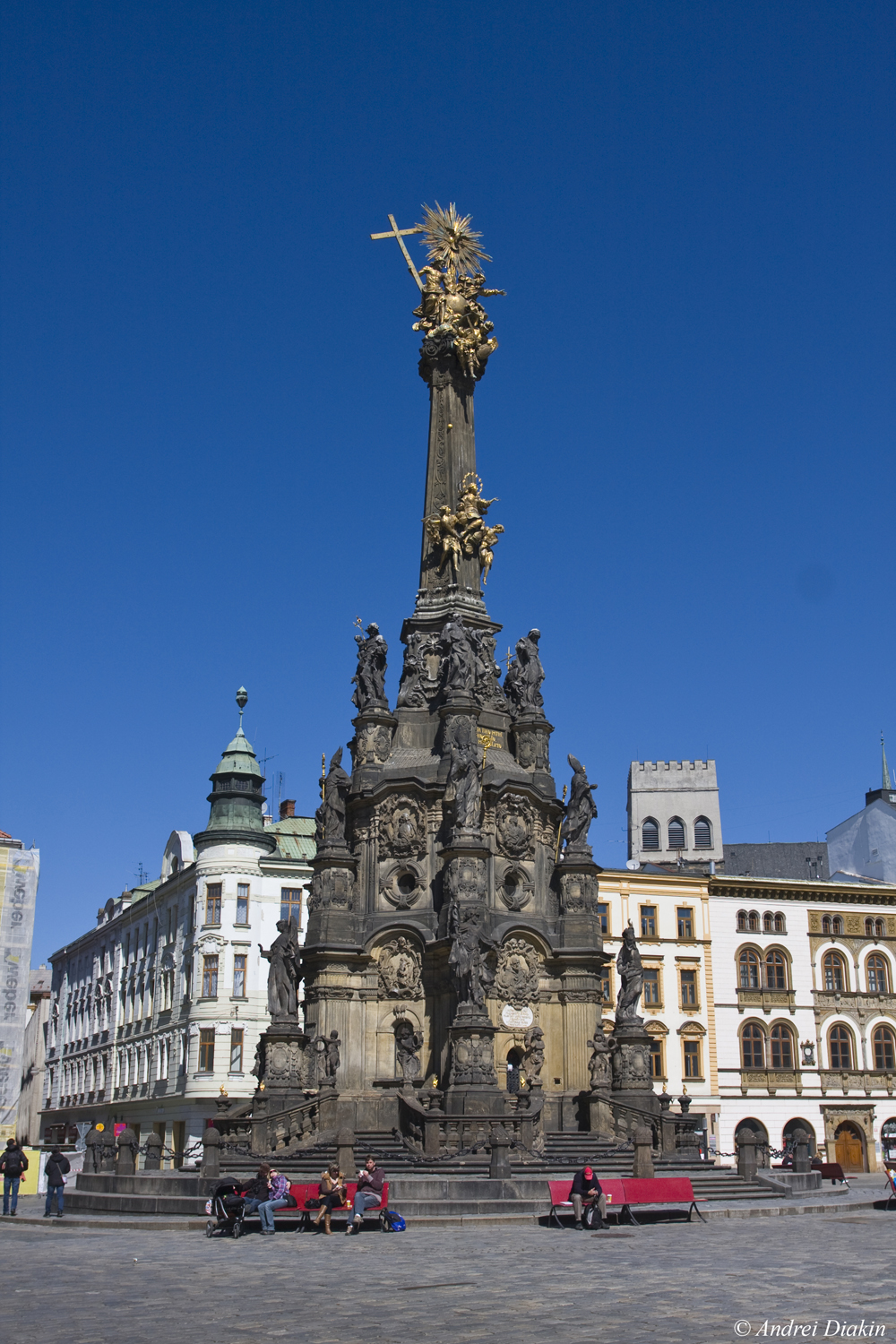
Dreifaltigkeitssäule in Olmütz

## Werk
Wenzel Render prägte durch seine Arbeiten das Bild seiner Heimatstadt Olmütz. Besonders die Dreifaltigkeitssäule am Oberring ist ein außergewöhnliches Bauwerk, das zu den hervorragendsten Leistungen des mitteleuropäischen Barock zählt. Zum Dank für das Erlöschen der Pest in der Stadt projektierte Render die ungewöhnlich große und hohe Dreifaltigkeitssäule, an der er seit 1716 arbeitete. Nach seinem Tode 1733 wurde an ihr weitergebaut, so dass sie 1754 fertiggestellt werden konnte.
- Statue des hl. Florian, Skrbeň (1707), ursprünglich am Niederring in Olmütz, 1735 durch den Jupiterbrunnen ersetzt
- Triton-Brunnen, Olmütz (1709)
- Paulinenaltar in der Mauritzkirche, Olmütz (1716)
- Pestsäule, Littau (1724)
- Mariensäule am Niederring, Olmütz (1715–1723)
- Portal der Jesuitenkirche Maria Schnee, Olmütz (1716–1722)
- Dreifaltigkeitssäule am Oberring, Olmütz (1716–1733), UNESCO-Weltkulturerbe
- Caesar-Brunnen am Oberring, Olmütz (1725), Statue von Johann Georg Schauberger
- Merkur-Brunnen (1727), zusammen mit Philipp Sattler und Johann Jakob Kniebandel
- Sockel der Florian-Statue vor der St. Michael-Kirche, Olmütz (1728), Statue von Johann Georg Schauberger

## Fotos

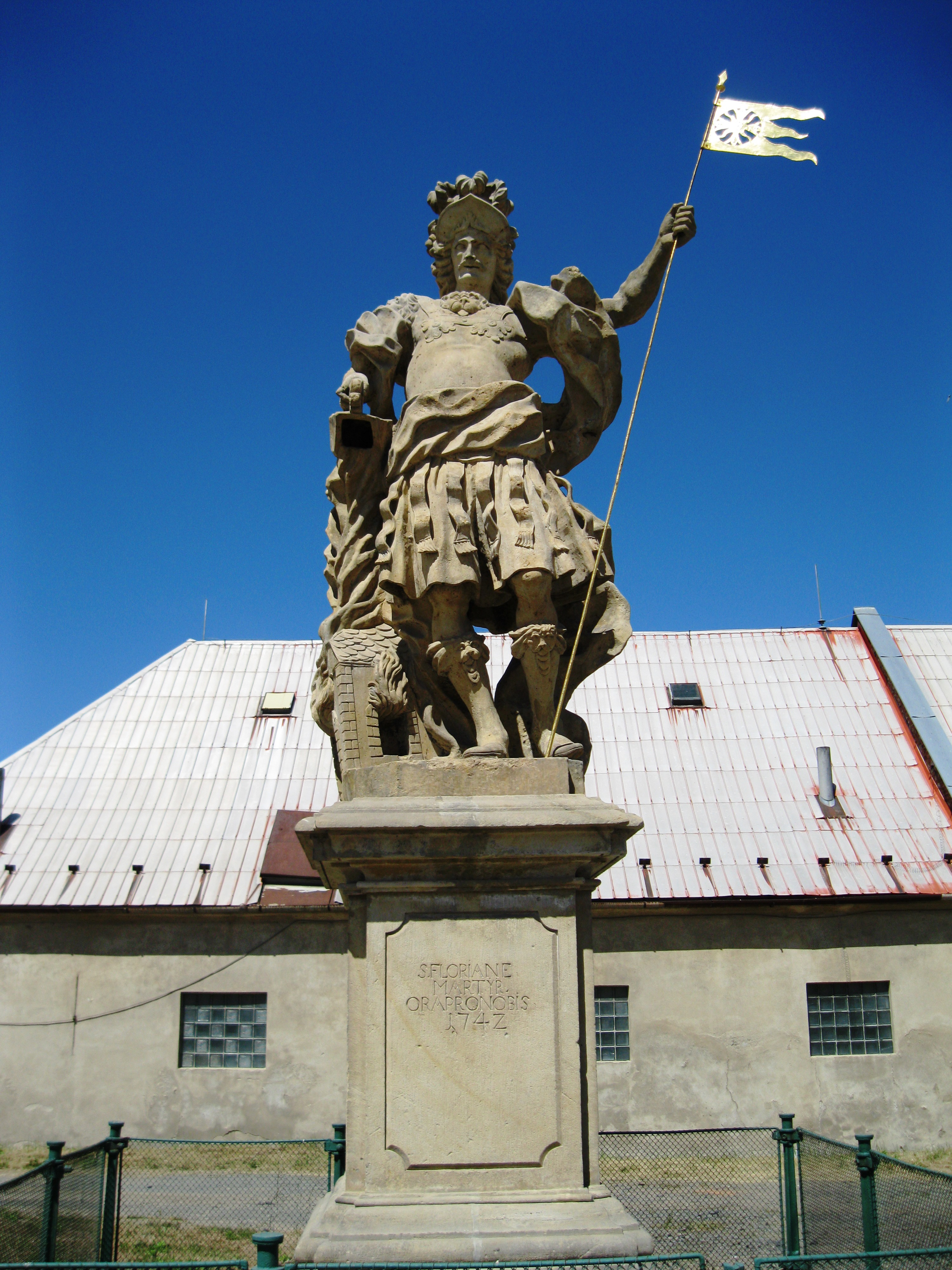
Statue des hl. Florian, Skrbeň
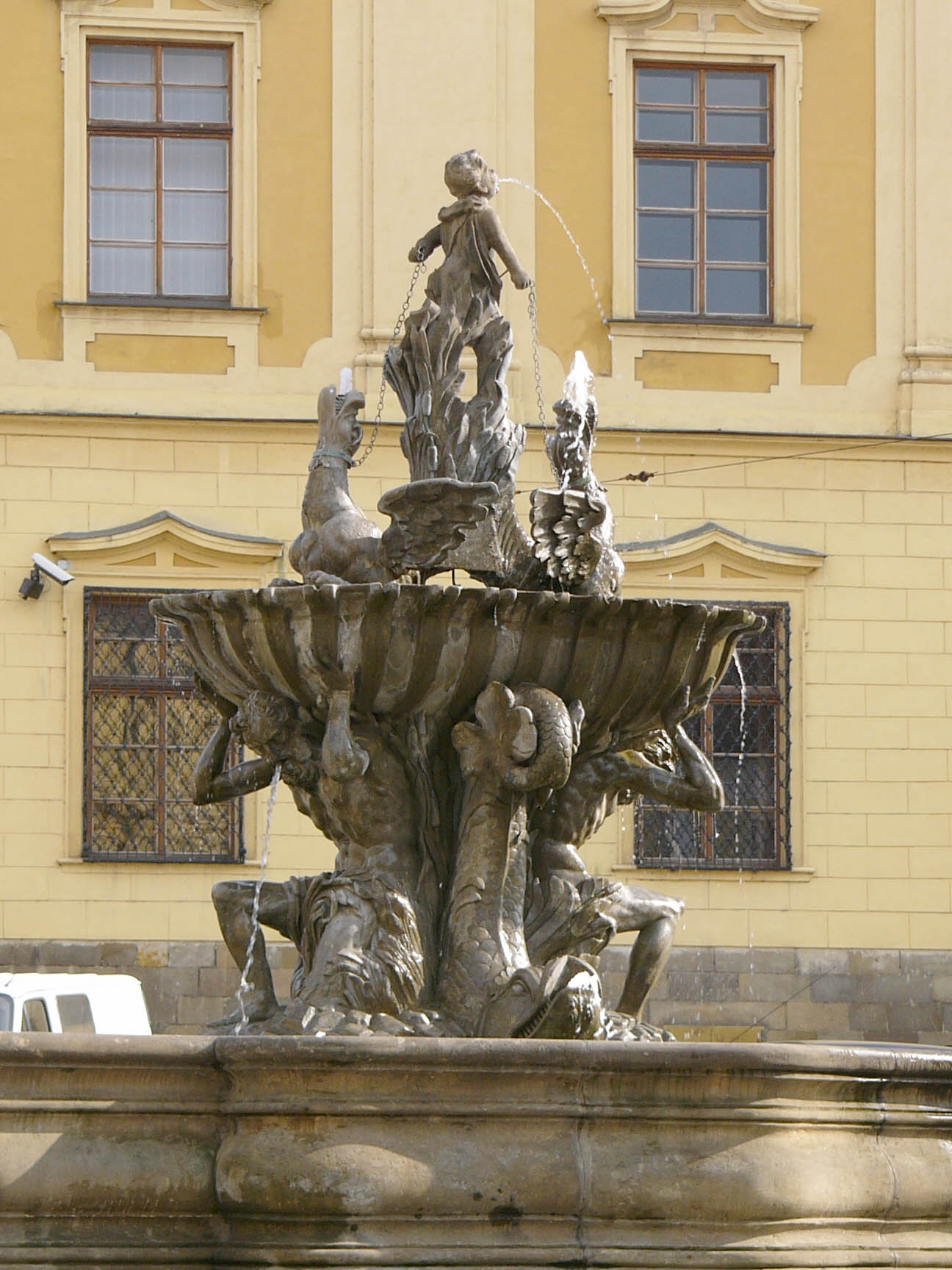
Triton-Brunnen
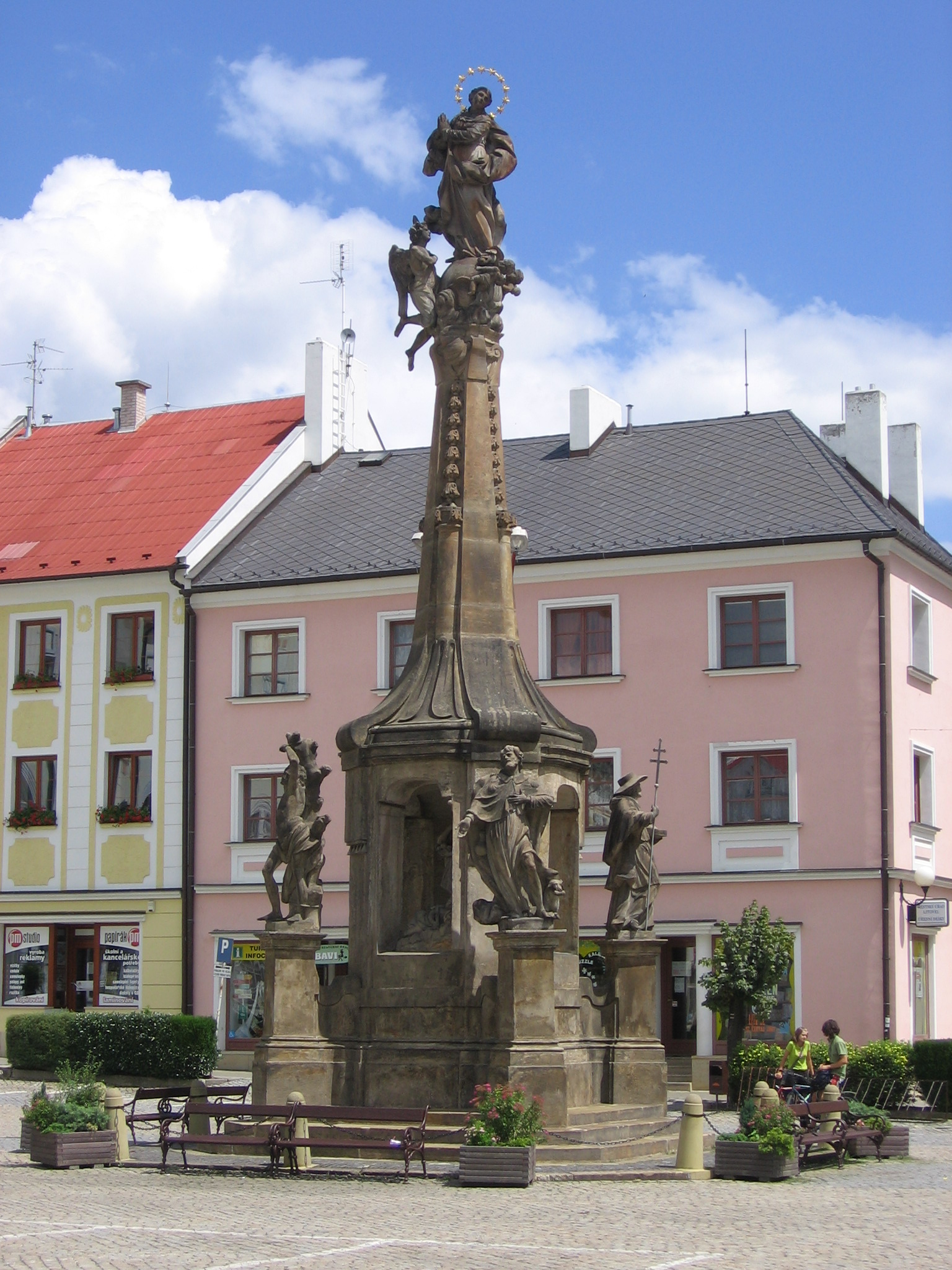
Mariensäule in Litovel
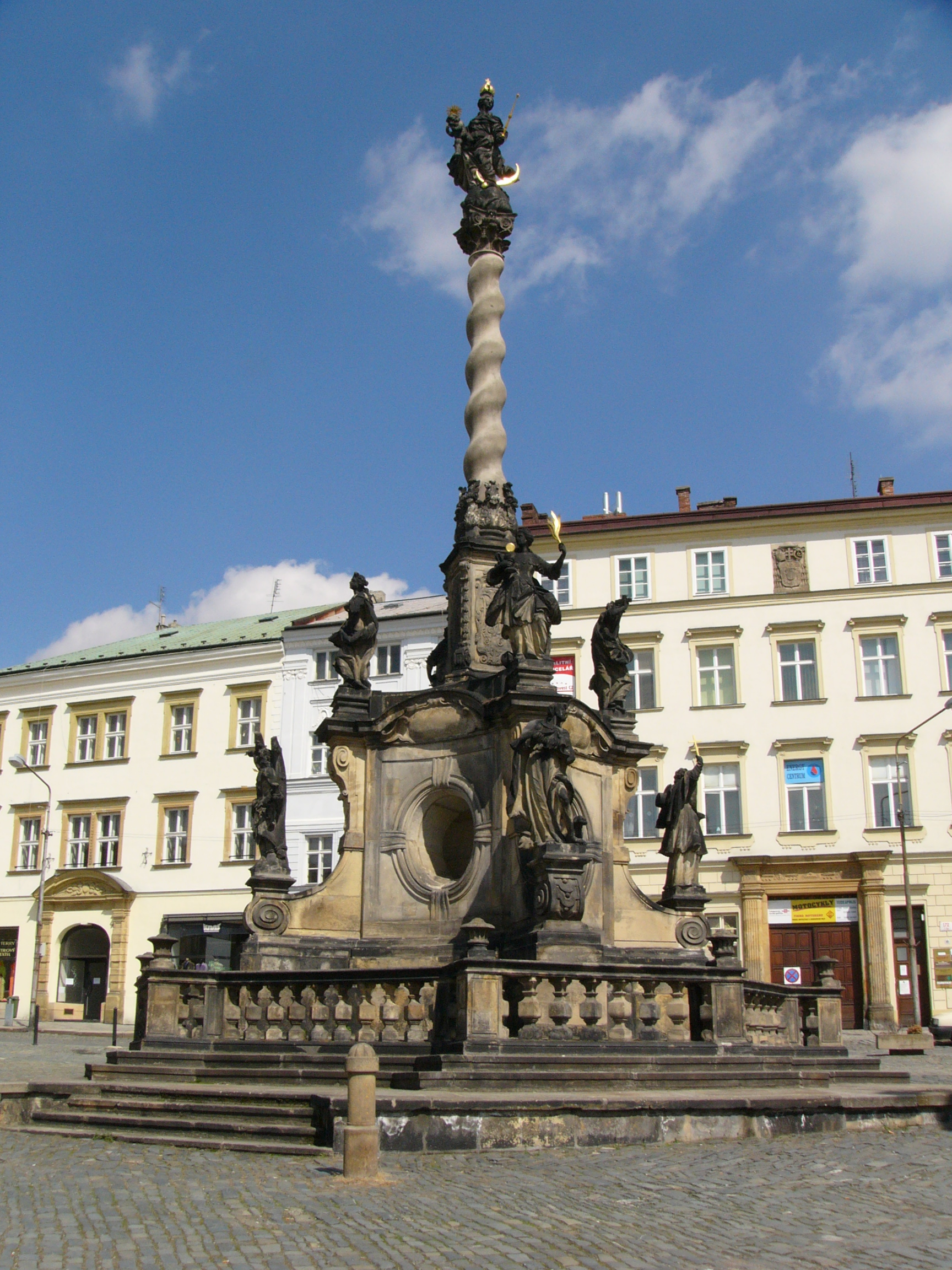
Mariensäule am Niederring
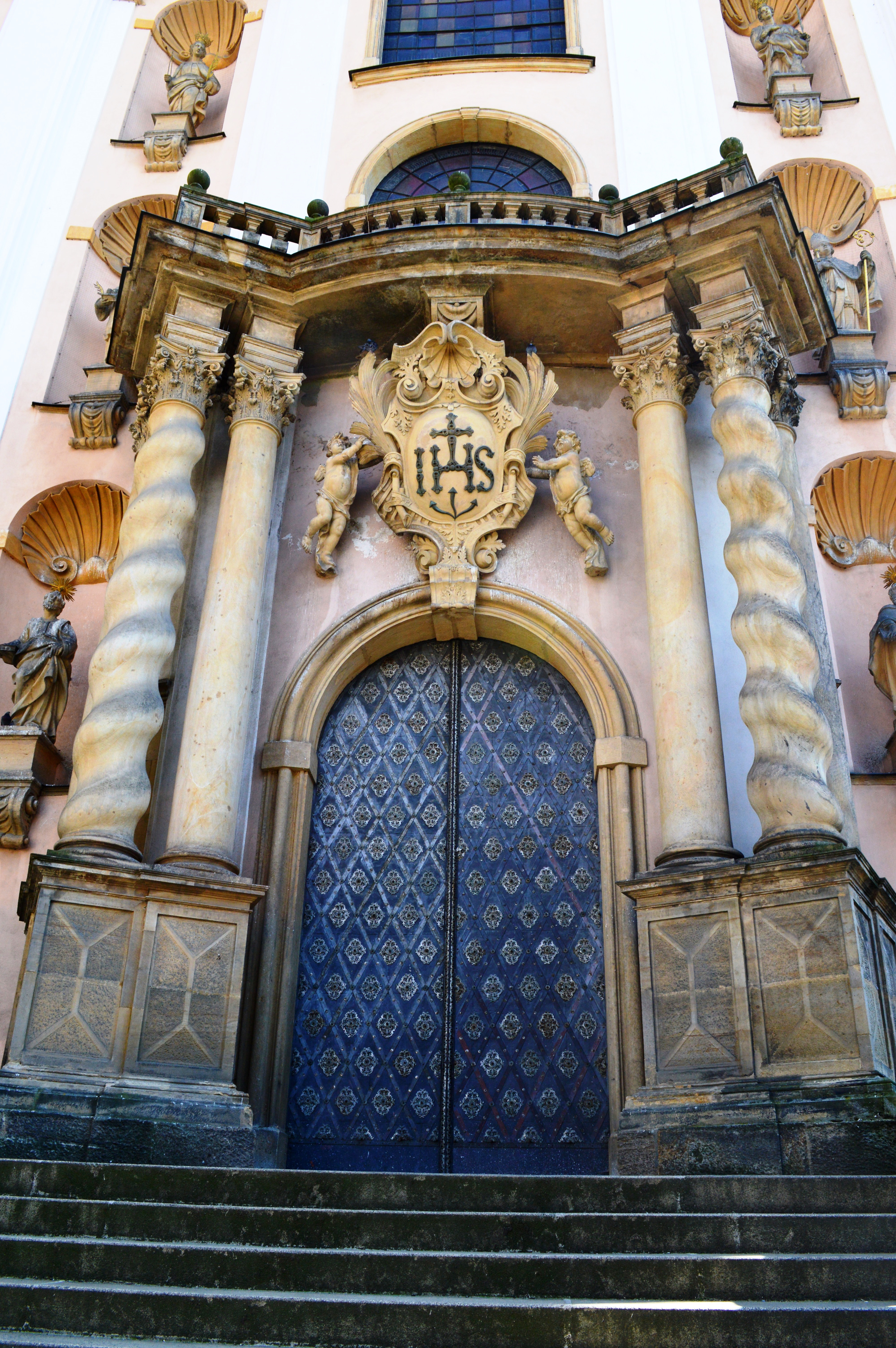
Portal der Jesuitenkirche Maria Schnee
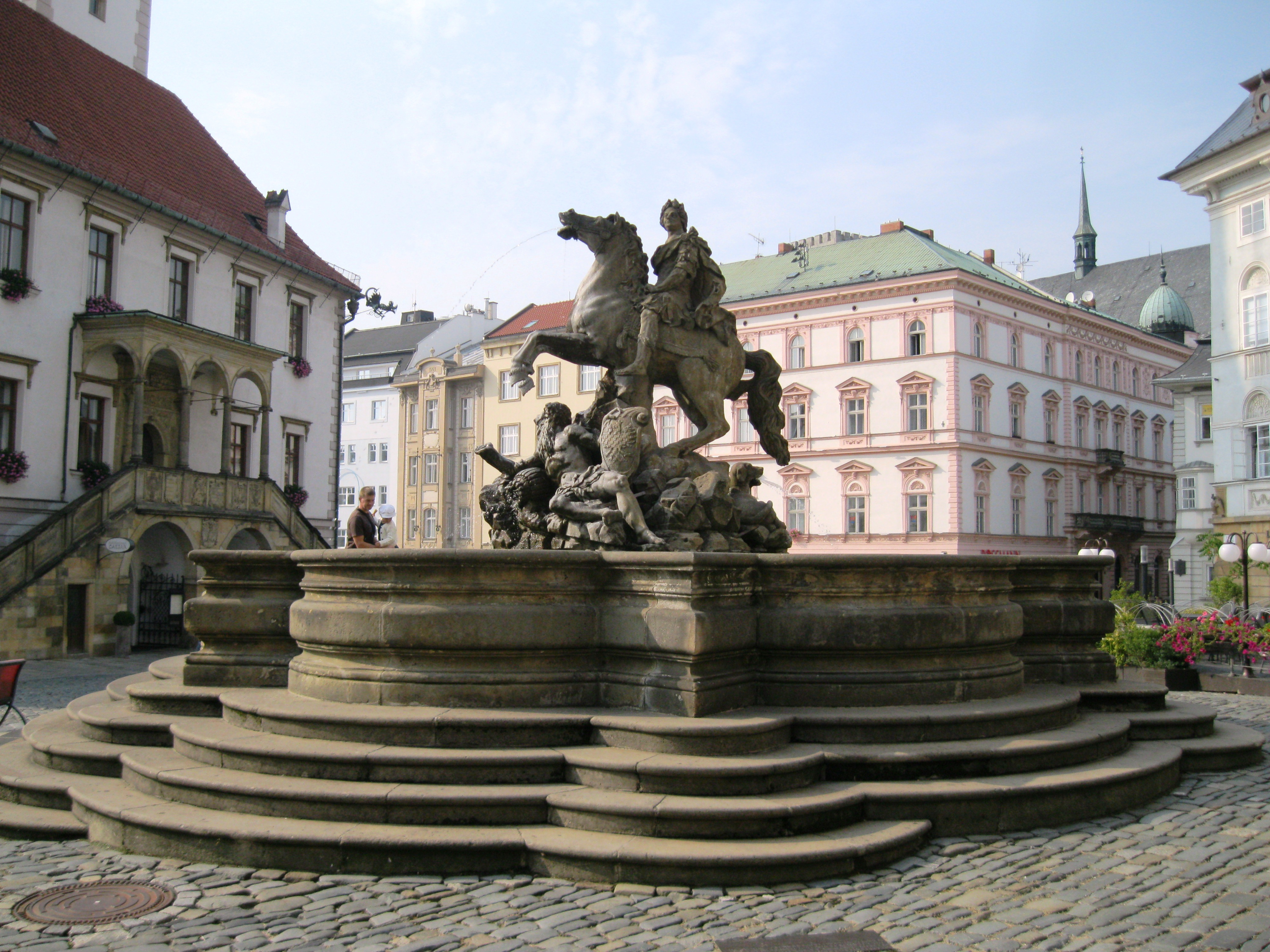
Caesar-Brunnen am Oberring
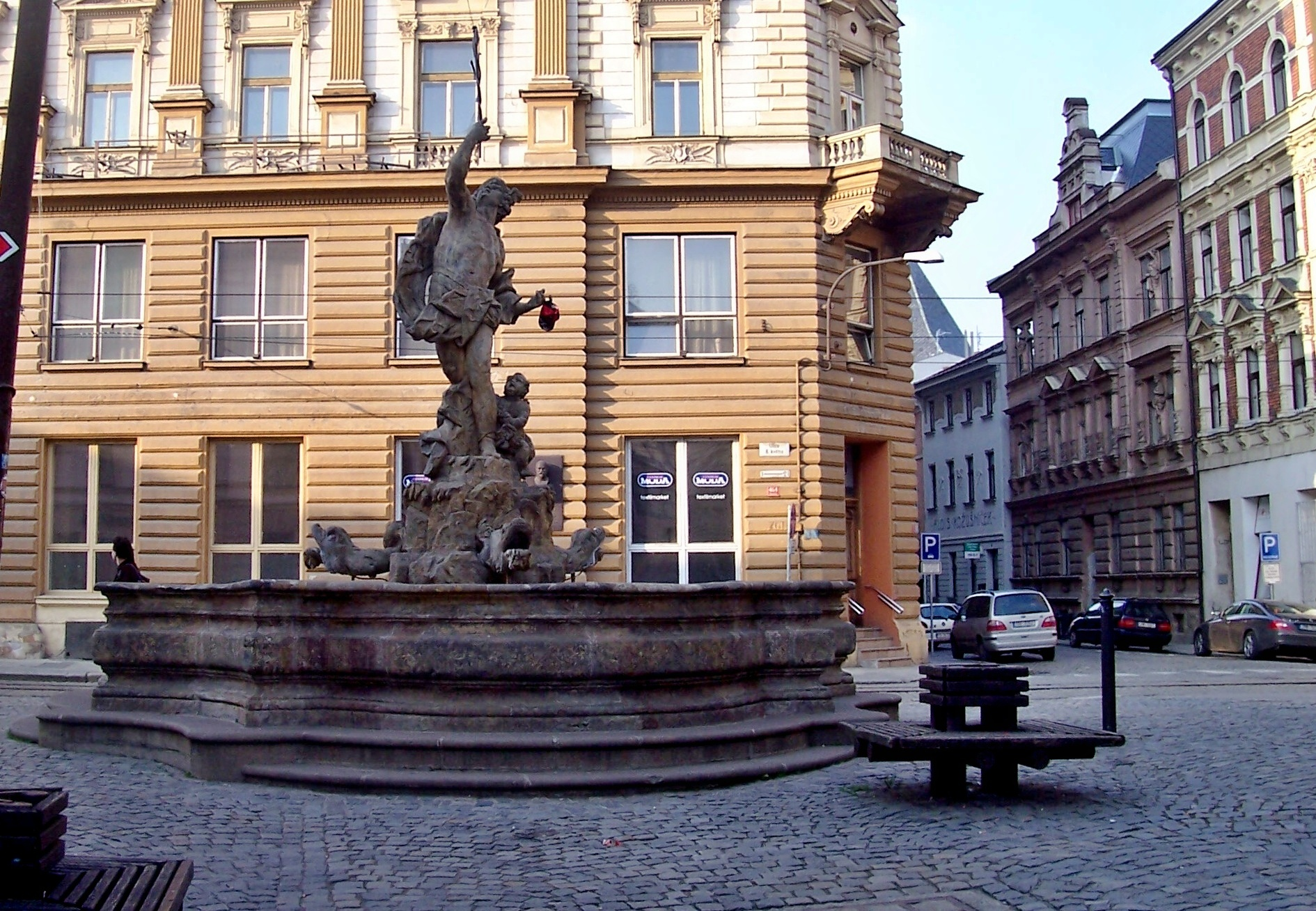
Merkur-Brunnen